# Diecéze Aurangábád
Diecéze Aurangábád je římskokatolická diecéze nacházející se v Indii.

## Území
Zahrnuje území divize Aurangábád a Nanded státu Maháráštra.
Biskupským sídlem je město Aurangábád, kde se nachází hlavní chrám, katedrála svatého Františka Saleského.

## Historie
Diecéze byla zřízena 17. prosince 1977 bulou Qui arcano papeže Pavla VI. z části území arcidiecéze Hajdarábád a diecéze Amrávatí.

## Seznam biskupů
- Dominic Joseph Abreo (1977–1987)
- Ignatius D'Cunha (1989–1998)
- Sylvester Monteiro (1999–2005)
- Edwin Colaço (2006–2015)
- Ambrose Rebello (2015–2024)
- Bernard Lancy Pinto (od 2024)